# Triplophysa brahui
Triplophysa brahui es una especie de peces de la familia Balitoridae en el orden de los Cypriniformes.

## Distribución geográfica
Se encuentra en el Pakistán (Baluchistán) y Afganistán.

## Hábitat
Es un pez de agua dulce.